# Цветовац
Цветовац је насеље у градској општини Лазаревац у граду Београду. Према попису из 2022. било је 146 становника.

## Историја
Цветовац је насеље у општини Лазаревац, на десној обали Колубаре. Цветовац је постао насељавањем појединих породица из Вреоца. Појединци су овде најпре правили колибе и боравили са стоком, затим су продавали своје окућнице које су имали у Вреоцима, и стално се настанили. Цветовац је проглашен за село око 1870. године. Село је имало 89 кућа са 480 становника.

## Положај села
Цветовац је на алувијалној равници између река Колубаре, Лукавице, Пештана и њихових отока Пештанца и Брзака. Куће су удаљене једна од друге по стотину и више метара и чине насеље разбијеног типа. Оно се дели на Горњи и Доњи Крај.

## Воде
За пиће и друге домаће потребе употребљава се вода са бунара и ђермова, које има свака кућа, а неке куће имају по два или три бунара у ливадама, на којима се напаја стока. Они су дубоки од 3 до 6 метара. Кроз село и сеоски потес теку Колубара, Лукавица, Колубарина отока Брзак и Пештанова отока Пештанац. Пештан се састаје са Луковицом код места Саставака. Раније су ове реке плавиле село, па се због тога село три пута расељавало, одлазећи у Вреоце и враћајући се натраг. Сада су речна корита исправљена и прочишћена и, када падну велике кише и после топљења великог снега у пролеће, излива се само старо корито Колубаре, које се назива Предо, али не чини знатне штете.

## Земље и шуме
Њиве и ливаде су на местима која се зову: Старо Село, Аниште, Каменица, Лешће, Буџаци, Кључеви, Врбље, Мишја Бара, Ђурина Бара, Црна Бара, Кућерина и Дивчи Бара.
Стара шума је искрчена и утрина издељена. Приватна шума се чува по забранима, а заједничка је у Доњем Крају, поред Лукавице. Старији људи памте када су куће биле у густој шуми, а у Скобаљском Кључу она је била толико густа да се кроз њу није мога „да провуче ни гуја“.

## Старине у селу
Старо гробље просекла је и непрестано руши Лукавица. Друго старо гробље је било на месту Старом Селу у Горњем Крају. Ту су се и до данас сачували надгробни споменици од камена, који су без натписа и шара. У месту Врбљу има камени надгробни „белег“ који је без натписа и не зна се чији је. Код места Врајкорског Гроба нађен је четвртасти наковањ од гвожђа, који је тежак око 60 „ока“. Стари пут је прелазио Колубару на Марином Броду, водио је поред хана у месту Старом Селу, па даље ишао за Степојевац. Старо насеље је било на месту Старом Селу, а ту је за време Турака био хан. Тада се насеље, по предању, звало Лугић.

## Настанак села
Данашње насеље су основали Вреочани средином прошлога века. На том месту они су имали сточарске колибе. Старији људи у Вреоцима памте, када је у данашњем Цветовцу, на месту Борачким Воденицама (воденице Малог Борка, оп. Милодан) било четири вреочке колибе за стоку а сада је ту читаво село.
Ов насеље је званично проглашено за село 1874. године а дотле је било заселак Вреоца.

## Име селу
1. На простору данашњег Цветовца су биле цветне ливаде, по којима се то место назвало Цветовац, па се по томе и данашње село тако назвало.
2. М. А. Маринковић, учитељ, забележио је 1897. године два народна предања, по којима се то место тако назвало:
а) Село се назвало по неком хајдуку Цветку, који је ту погинуо.
б) По другој варијанти Цветовац је добио име по извесној Цвети, која се удала и прва одведена из Вреоца у Цветовац.
3. По Ристи Т. Николићу и М. Ђ. Милићевићу село се назвало по Цветоју, оснивачу села.

## Подаци о селу
Данашње гробље је заједничко са Вреочким у Вреоцима. Литија се носи на Спасовдан а заветни дан је Бели Четвртак, пред Велики (Васкршњи) пост, који се празнује збиг града и Тресковита Среда, шеста посел Велике Среде, која се празнује због грома. Данас у Цветовцу има 19 родова са 120 кућа.

## Демографија
У насељу Цветовац живи 189 пунолетних становника, а просечна старост становништва износи 40,8 година (38,6 код мушкараца и 42,9 код жена). У насељу има 70 домаћинстава, а просечан број чланова по домаћинству је 3,33.
Ово насеље је великим делом насељено Србима (према попису из 2002. године), а у последња два пописа забележен је значајан пад у броју становника. Цветовац је расељен због проширења површинског копа Рудника угља Колубара.
|  |

| Демографија | Демографија | Демографија |
| Година      | Становника  | Становника  |
| ----------- | ----------- | ----------- |
| 1948.       | 779         |             |
| 1953.       | 856         |             |
| 1961.       | 934         |             |
| 1971.       | 926         |             |
| 1981.       | 838         |             |
| 1991.       | 276         | 276         |
| 2002.       | 233         | 233         |

| Етнички састав према попису из 2002.‍ | Етнички састав према попису из 2002.‍ | Етнички састав према попису из 2002.‍ | Етнички састав према попису из 2002.‍ | Етнички састав према попису из 2002.‍ |
| ------------------------------------ | ------------------------------------ | ------------------------------------ | ------------------------------------ | ------------------------------------ |
|                                      |                                      |                                      |                                      |                                      |
| Срби                                 | Срби                                 |                                      | 232                                  | 99,57%                               |
| Румуни                               | Румуни                               |                                      | 1                                    | 0,42%                                |
| непознато                            | непознато                            |                                      | 0                                    | 0,0%                                 |

| \| \| м \| \| \| ж \| \| ? \| 2 \| \| \| 1 \| \| 80+ \| 1 \| \| \| 3 \| \| 75—79 \| 0 \| \| \| 2 \| \| 70—74 \| 11 \| \| \| 12 \| \| 65—69 \| 7 \| \| \| 12 \| \| 60—64 \| 7 \| \| \| 3 \| \| 55—59 \| 4 \| \| \| 5 \| \| 50—54 \| 4 \| \| \| 5 \| \| 45—49 \| 15 \| \| \| 12 \| \| 40—44 \| 9 \| \| \| 11 \| \| 35—39 \| 6 \| \| \| 4 \| \| 30—34 \| 6 \| \| \| 8 \| \| 25—29 \| 7 \| \| \| 8 \| \| 20—24 \| 8 \| \| \| 8 \| \| 15—19 \| 10 \| \| \| 11 \| \| 10—14 \| 5 \| \| \| 2 \| \| 5—9 \| 10 \| \| \| 3 \| \| 0—4 \| 5 \| \| \| 6 \| \| Просек : \| 38,6 \| \| \| 42,9 \| |      |  |  |      |
| |      |  |  |      |
| | м    |  |  | ж    |
| ? | 2    |  |  | 1    |
| 80+ | 1    |  |  | 3    |
| 75—79 | 0    |  |  | 2    |
| 70—74 | 11   |  |  | 12   |
| 65—69 | 7    |  |  | 12   |
| 60—64 | 7    |  |  | 3    |
| 55—59 | 4    |  |  | 5    |
| 50—54 | 4    |  |  | 5    |
| 45—49 | 15   |  |  | 12   |
| 40—44 | 9    |  |  | 11   |
| 35—39 | 6    |  |  | 4    |
| 30—34 | 6    |  |  | 8    |
| 25—29 | 7    |  |  | 8    |
| 20—24 | 8    |  |  | 8    |
| 15—19 | 10   |  |  | 11   |
| 10—14 | 5    |  |  | 2    |
| 5—9 | 10   |  |  | 3    |
| 0—4 | 5    |  |  | 6    |
| Просек : | 38,6 |  |  | 42,9 |

| Година пописа     | 1948. | 1953. | 1961. | 1971. | 1981. | 1991. | 2002. |
| ----------------- | ----- | ----- | ----- | ----- | ----- | ----- | ----- |
| Број домаћинстава | 154   | 174   | 219   | 239   | 236   | 71    | 70    |

| Број чланова      | 1  | 2  | 3 | 4  | 5 | 6 | 7 | 8 | 9 | 10 и више | Просек |
| ----------------- | -- | -- | - | -- | - | - | - | - | - | --------- | ------ |
| Број домаћинстава | 14 | 15 | 9 | 14 | 8 | 6 | 3 | 0 | 1 | 0         | 3,33   |

| Пол    | Укупно | Неожењен/Неудата | Ожењен/Удата | Удовац/Удовица | Разведен/Разведена | Непознато |
| ------ | ------ | ---------------- | ------------ | -------------- | ------------------ | --------- |
| Мушки  | 97     | 28               | 62           | 2              | 5                  | 0         |
| Женски | 105    | 24               | 62           | 18             | 1                  | 0         |
| УКУПНО | 202    | 52               | 124          | 20             | 6                  | 0         |

| Пол    | Укупно                    | Пољопривреда, лов и шумарство | Рибарство                            | Вађење руде и камена | Прерађивачка индустрија       |
| ------ | ------------------------- | ----------------------------- | ------------------------------------ | -------------------- | ----------------------------- |
| Мушки  | 46                        | 1                             | 0                                    | 30                   | 0                             |
| Женски | 17                        | 3                             | 0                                    | 5                    | 1                             |
| Укупно | 63                        | 4                             | 0                                    | 35                   | 1                             |
|        |                           |                               |                                      |                      |                               |
| Пол    | Производња и снабдевање   | Грађевинарство                | Трговина                             | Хотели и ресторани   | Саобраћај, складиштење и везе |
| Мушки  | 7                         | 6                             | 0                                    | 0                    | 2                             |
| Женски | 0                         | 1                             | 1                                    | 2                    | 1                             |
| Укупно | 7                         | 7                             | 1                                    | 2                    | 3                             |
|        |                           |                               |                                      |                      |                               |
| Пол    | Финансијско посредовање   | Некретнине                    | Државна управа и одбрана             | Образовање           | Здравствени и социјални рад   |
| Мушки  | 0                         | 0                             | 0                                    | 0                    | 0                             |
| Женски | 0                         | 0                             | 3                                    | 0                    | 0                             |
| Укупно | 0                         | 0                             | 3                                    | 0                    | 0                             |
|        |                           |                               |                                      |                      |                               |
| Пол    | Остале услужне активности | Приватна домаћинства          | Екстериторијалне организације и тела | Непознато            | Непознато                     |
| Мушки  | 0                         | 0                             | 0                                    | 0                    | 0                             |
| Женски | 0                         | 0                             | 0                                    | 0                    | 0                             |
| Укупно | 0                         | 0                             | 0                                    | 0                    | 0                             |